# کوتو-کو، توکیو

نقشهٔ منطقهٔ کُوتُو در توکیو

منطقهٔ کُوتُو (به ژاپنی: 江東区 Koto-ku) یکی از ۲۳ منطقه ویژه توکیو پایتخت ژاپن است. 
این منطقه ۳۹٬۹۴ کیلومتر مربع مساحت دارد. منطقهٔ کُوتُو بین رود سومیدا و رود آراکاوا محصور شده و در کنار خلیج توکیو قرار دارد. نمایشگاه بین‌المللی توکیو (به ژاپنی: 東京国際展示場) در منطقهٔ کُوتُو واقع شده‌است.

## نگارخانه

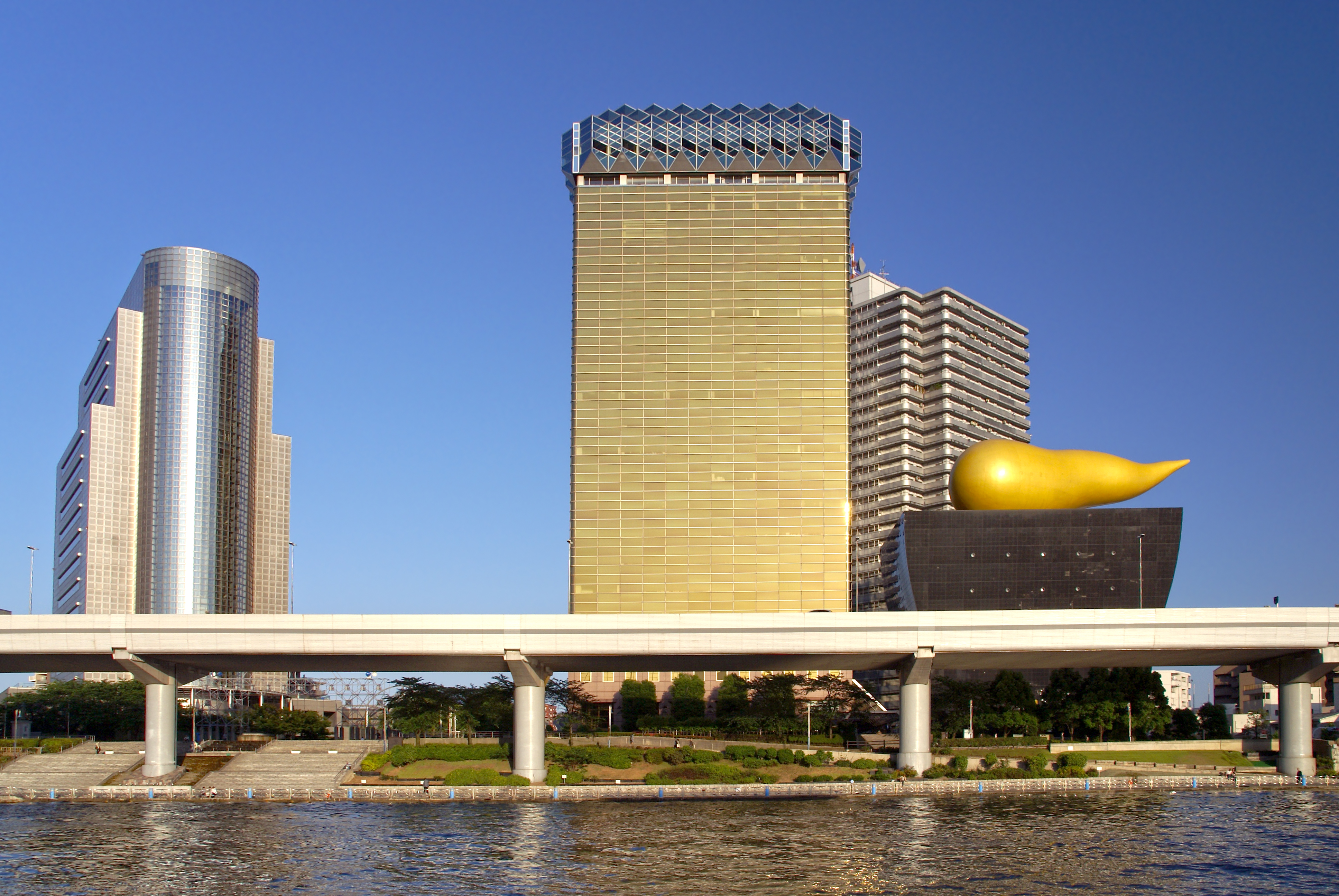
معبد کامه ایدوتن در منطقهٔ سومیدا
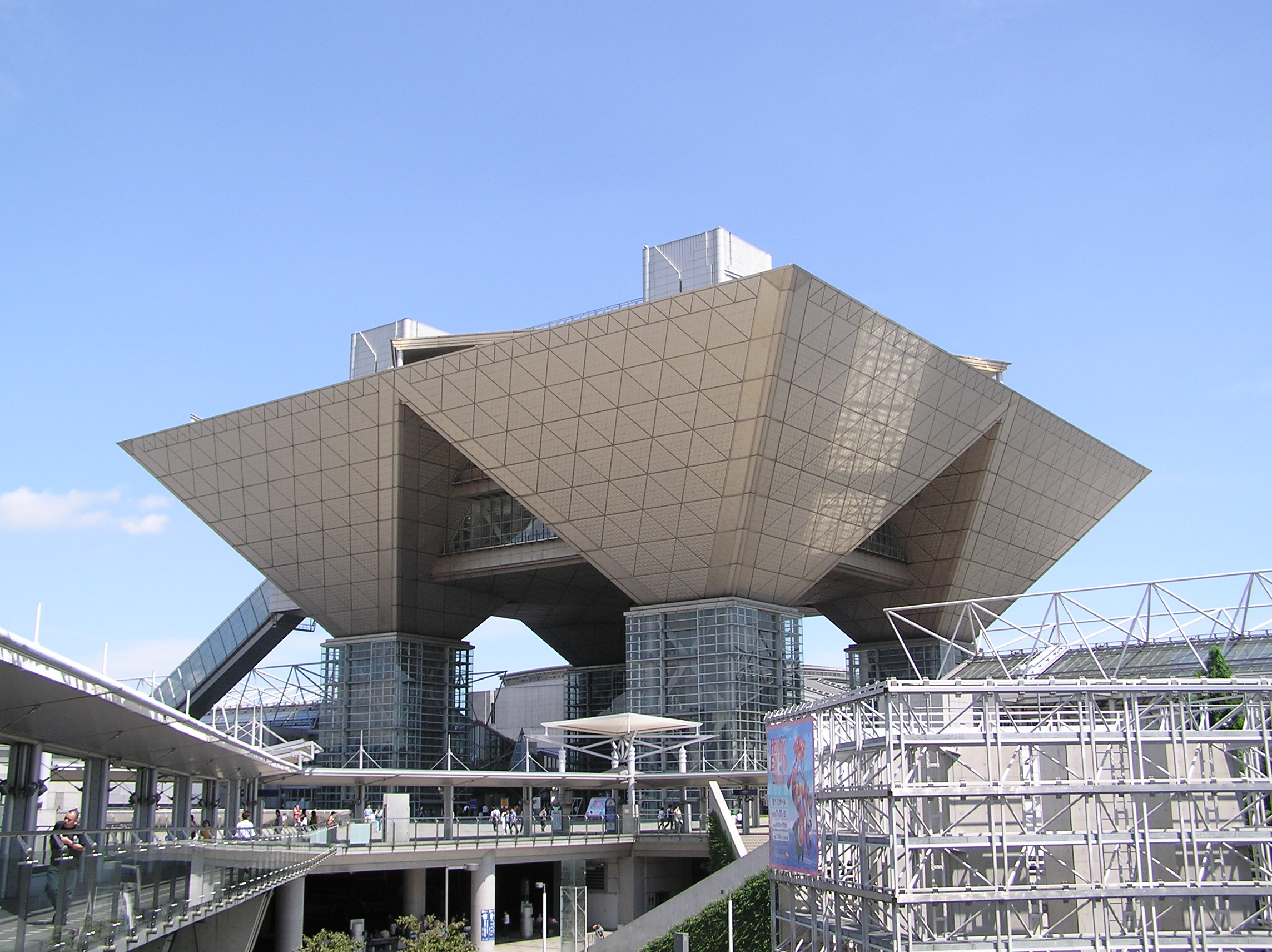
نمایشگاه بین‌المللی توکیو